# Villosa perpurpurea
Villosa perpurpurea е вид мида от семейство Unionidae. Видът е критично застрашен от изчезване.

## Разпространение и местообитание
Разпространен е в САЩ.
Обитава пясъчните дъна на сладководни басейни, реки и потоци.